# Leucismo
O leucismo, do grego λευκός leucos que significa branco, é uma particularidade genética, devido a um gene recessivo, que confere a cor branca a animais que geralmente são coloridos. É a falta de pigmentação em partes do corpo de algum animal, podendo ter fundo genético, metabólico ou até de alimentação.[carece de fontes?] O resultado normalmente são regiões corpóreas de coloração branca, em maior ou menor extensão, onde naturalmente deveria ocorrer alguma pigmentação. Ao contrário do albinismo, que é a ausência completa de melanina, o leucismo pode envolver outros tipos de pigmento. 
Indivíduos irregularmente manchados de branco são também comumente chamados de arlequim, como no caso da raça de cães Dogue Alemão.  
Mesmo indivíduos leucísticos completamente brancos podem ser diferenciados de indivíduos albinos através de algumas características: a cor do olho no primeiro é normal, enquanto no albino os olhos são vermelhos; os leucísticos também podem possuir pequenas pigmentações nas narinas e outras partes, distribuídas discretamente. Muitos animais leucísticos também não são realmente brancos, e sim extremamente claros, como bege, a exemplo do leão branco.
A diferença visual essencial entre leucismo e albinismo, é que no leucismo geralmente os animais conservam a coloração original que seria a normal dos olhos e narinas, por exemplo. Além disso, os animais leucísticos não possuem todos os problemas comumente associados aos animais albinos.

## Galeria

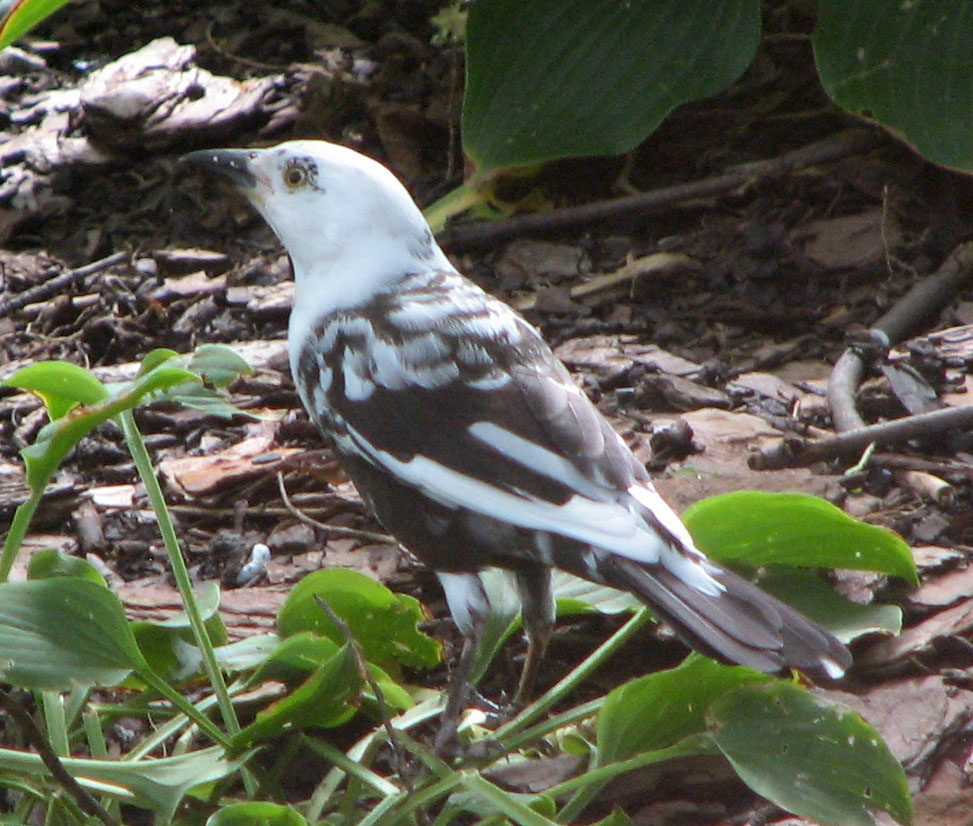
Ave Quiscalus quiscula leucística.
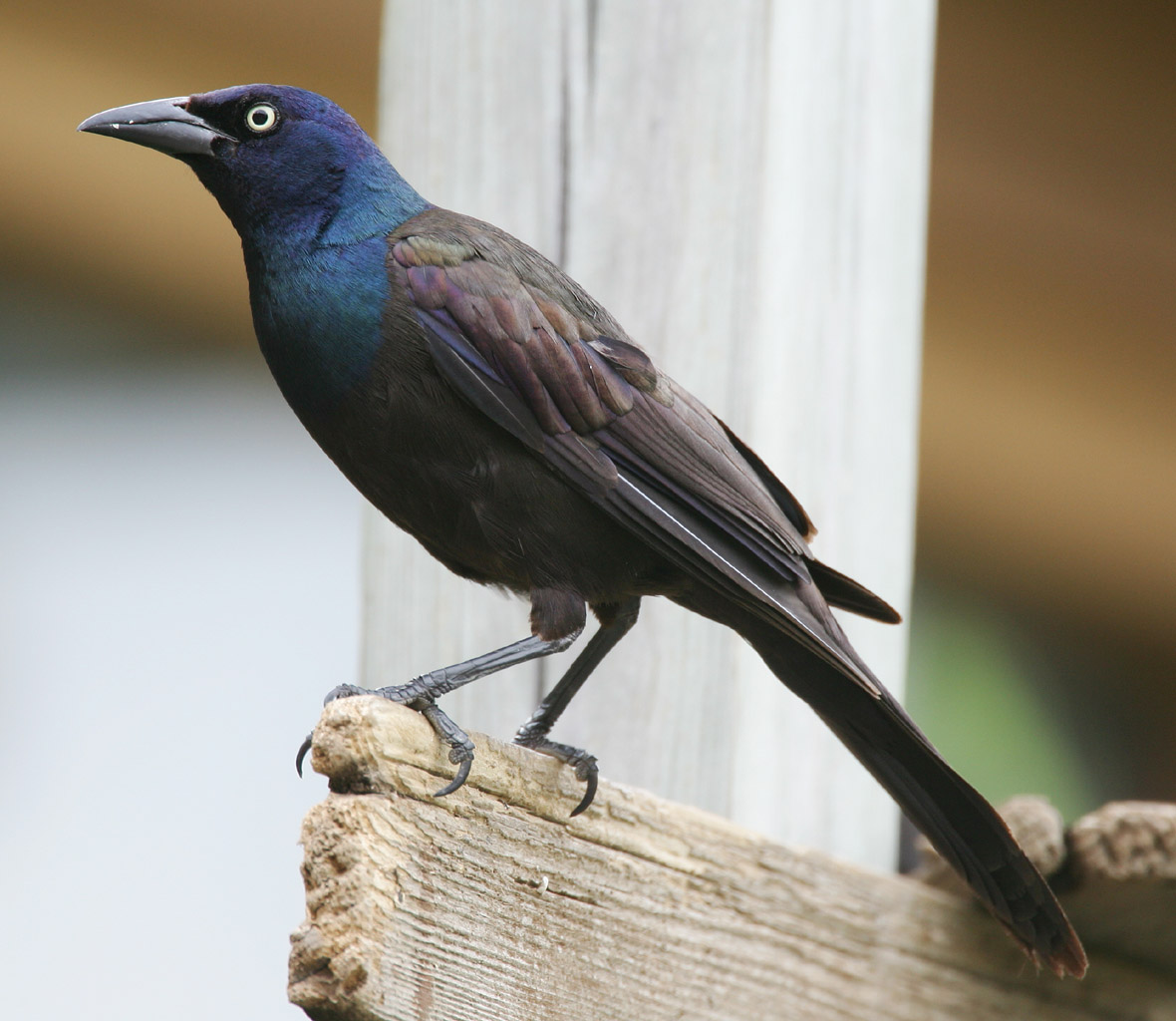
Ave Quiscalus quiscula normal.
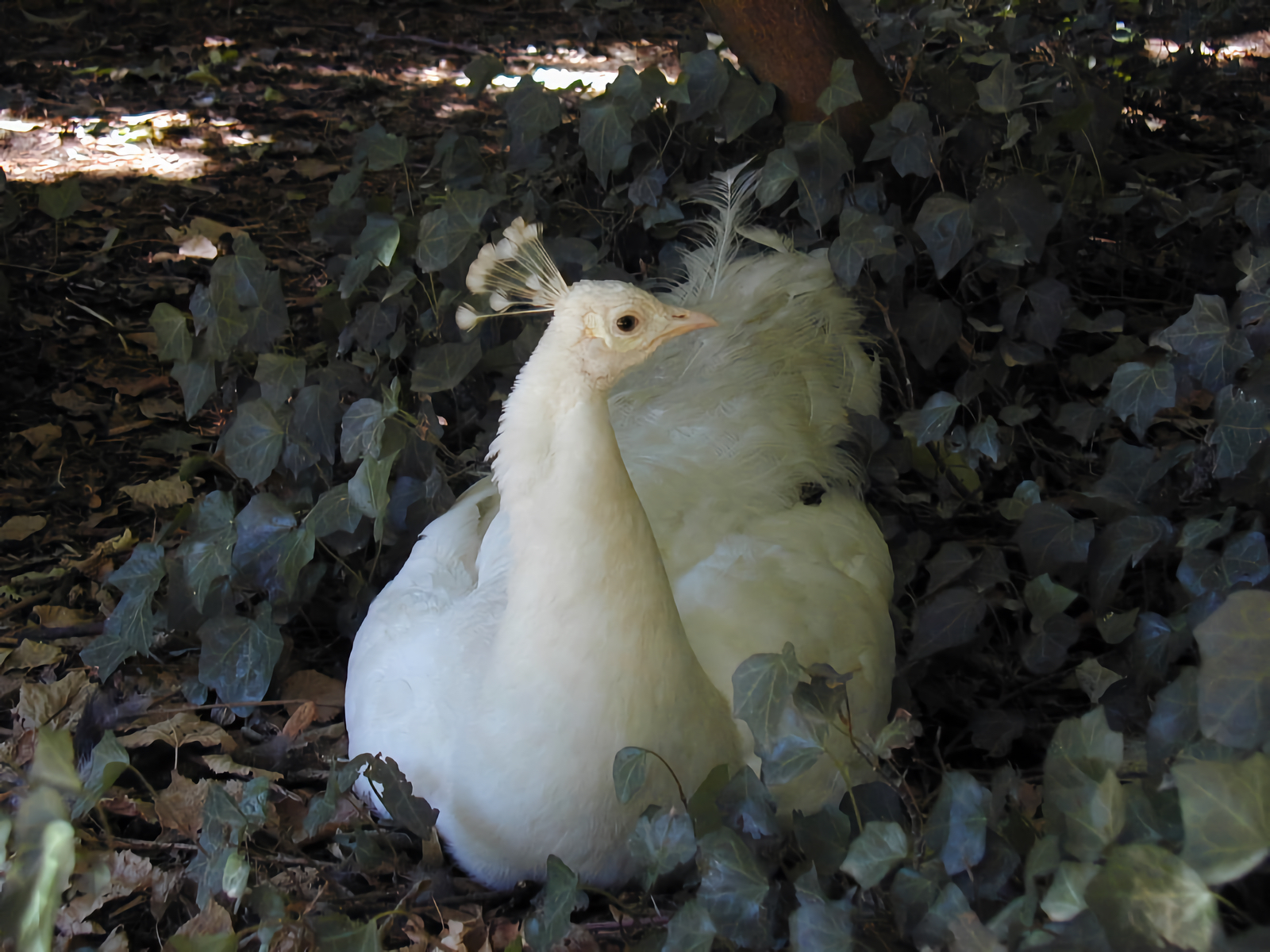
Pavão leucístico. Note que não tem olhos vermelhos.
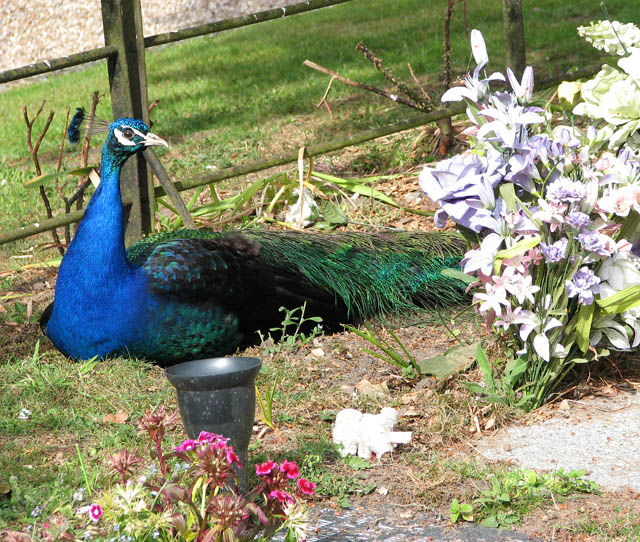
Pavão normal.
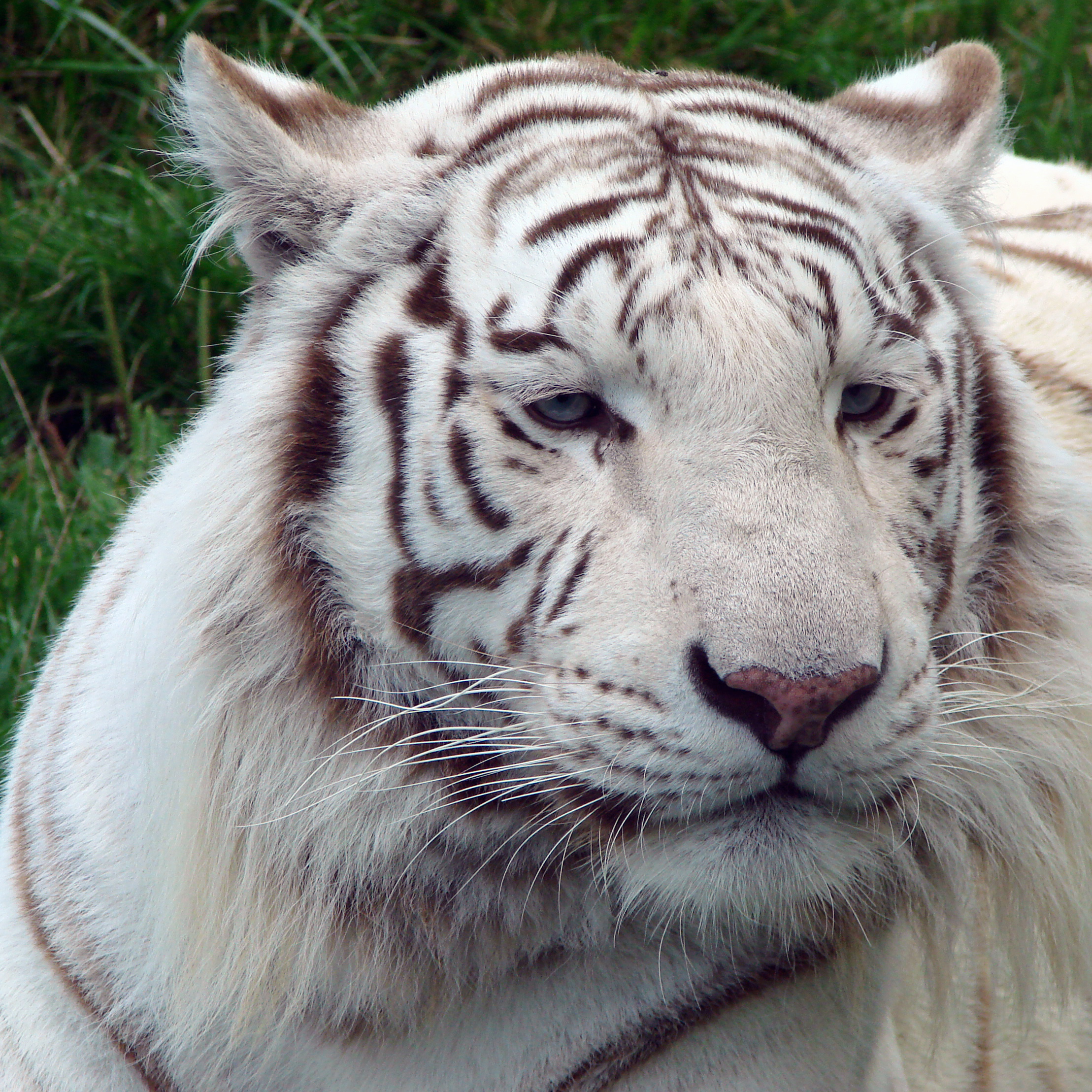
Tigre branco leucístico. As listras escuras revelam a presença de melanina.
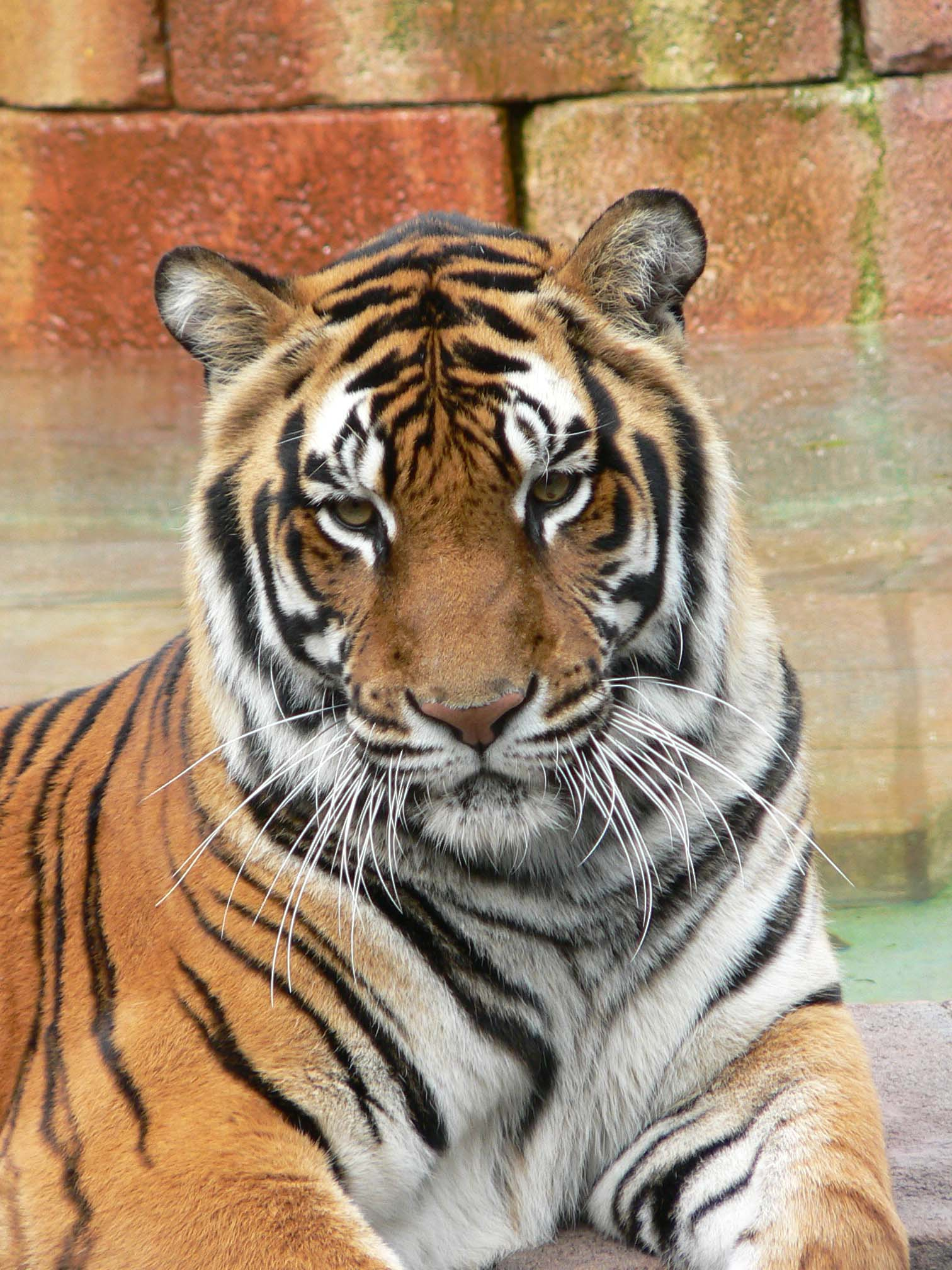
Tigre normal
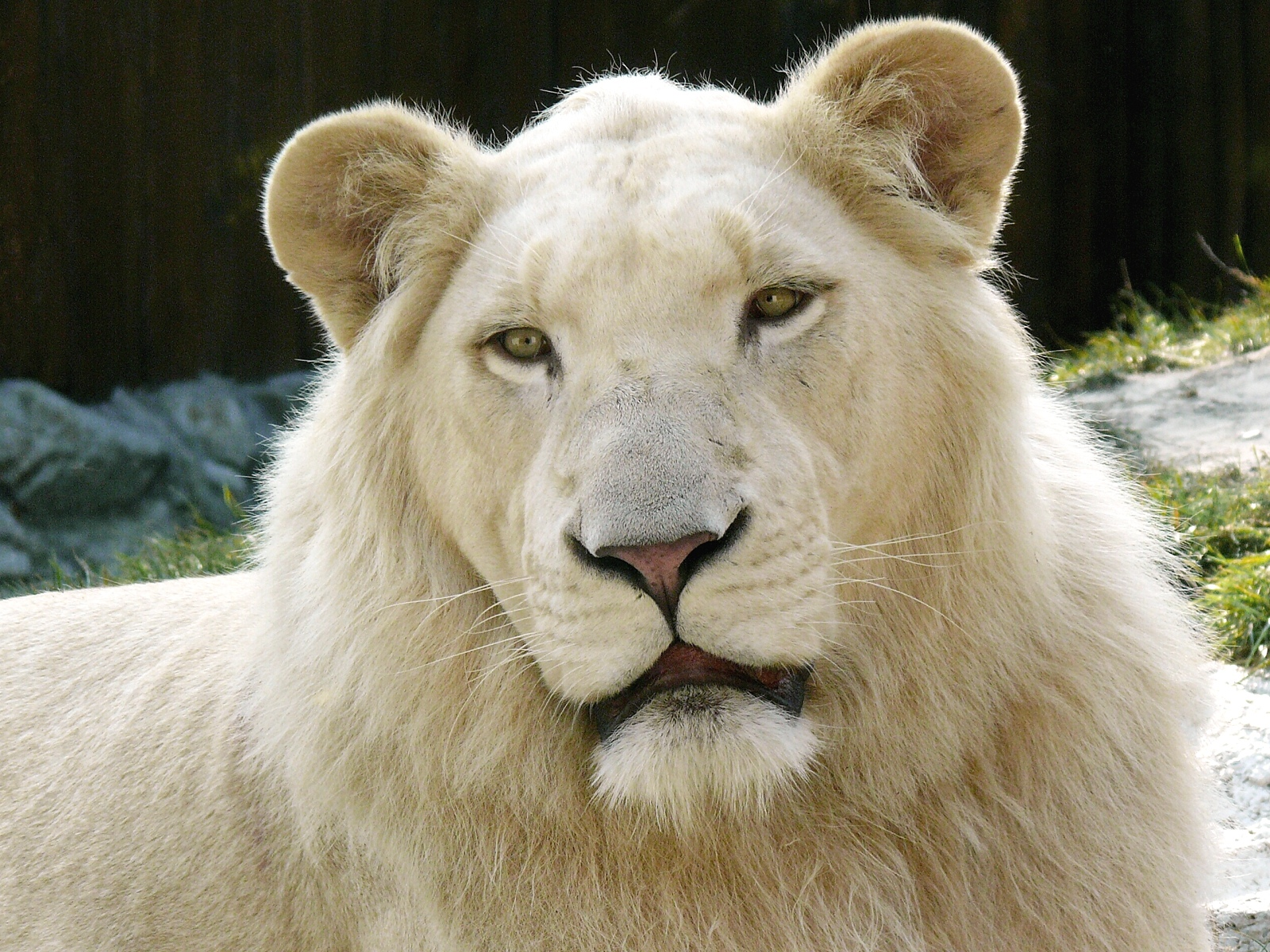
Leão branco leucístico.
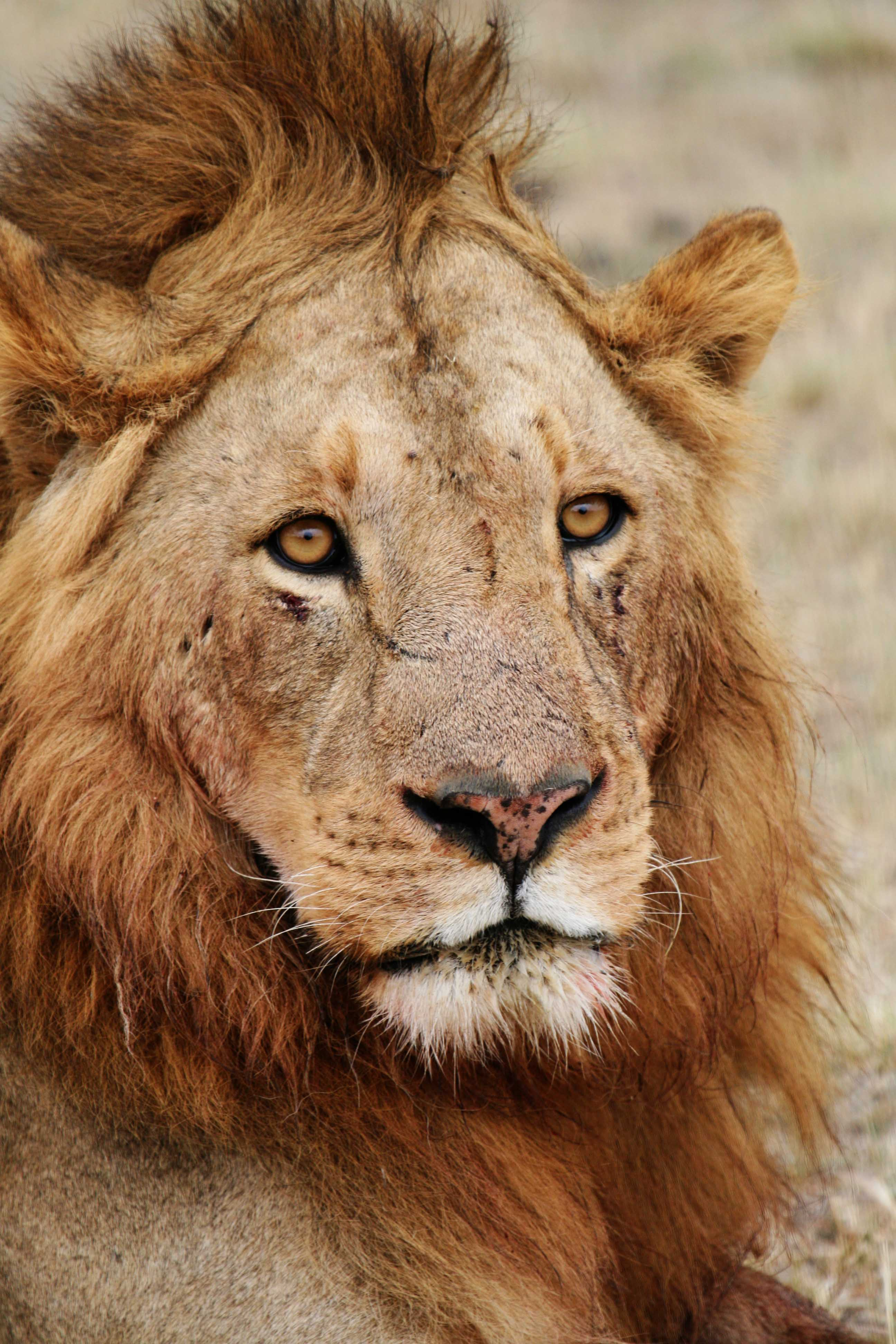
Leão normal